# Johann Andreas Schmeller

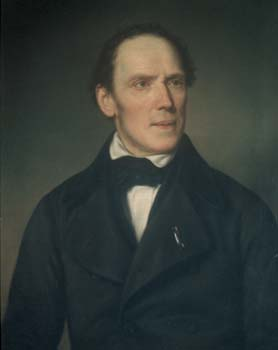
Johann Andreas Schmeller

Johann Andreas Schmeller (ur. 6 sierpnia 1785 w Tirschenreuth, zm. 27 września 1852 w Monachium) – niemiecki nauczyciel akademicki, znany jako germanista i badacz dialektu bawarskiego języka niemieckiego. 
Jego Bayerisches Wörterbuch ukazało się w czterech tomach w latach od 1827 do 1837. Przygotował do wydania i nadał nazwę Carmina Burana, zbiorowi pieśni z XIII wieku.
Został pochowany na Starym Cmentarzu Południowym w Monachium.